# Kožlí, Písek
Kožlí là một làng thuộc huyện Písek, vùng Jihočeský, Cộng hòa Séc.